# Марзия Ускулу
Марзия Ускулу или Марзия Ахмади (азерб. Mərziyyə Üskülü və ya Mərziyyə Əhmədi; 1941, Оску, Восточный Азербайджан — 1974, Тегеран) — поэтесса, педагог, революционерка, одна из известных участниц движения сопротивления шахскому режиму. Член организации «Иранские народные партизаны-фидаины». Погибла в перестрелке с САВАК в 1974 году.

## Биография
Марзия Ахмади родилась в 1941 году в городе Оску. Закончив среднюю школу поступила в Тебризский педагогический техникум. После окончания педагогического техникума начала работать в начальных школах Ускуского района. Проработав здесь 3 года, она поступила в Тебризский университет. Помимо продолжения образования, она также занималась педагогической деятельностью. Посещала сельские школы и пыталась создать для них «книжные дома». Своё первое стихотворение опубликовала под псевдонимом «Далга». Все сочинения, написанные на персидском, она перевела на тюркский, а все сочинения, написанные ею на родном языке, — на персидский. Марзия, возглавившая студенческие протесты в 1970 году, привлекла внимание спецслужб. Была арестована и сослана в Уску. Позже написала свои воспоминания об этих днях. Будучи членом организации «Иранские народные партизаны-федаи», 26 апреля 1974 году она погибает в ходе перестрелки с САВАК.
Похоронена со своими близкими друзьями Бехрузом Дехгани (брат Ашраф Дехгани) и Алирзой Набдилем на углу 33 кладбища Бехеште-Захра в Тегеране.

## Память
Бахтияр Вагабзаде посвятил Марзие поэму «Марзия».
В 2014 году фотограф Азаде Ахлаги воссоздал своими фотографиями смерти некоторых деятелей в истории Ирана. Вместе с Мухаммед Таги-хан Пусияном, Али Шариати и другими он также инсценировал смерть Марзии Ускулу.